# Liu caizi shu
Liu caizi shu zijn de zes boeken die Jin Shengtan/金圣叹 (1608-1661) beoordeeld heeft en in een boek commentaar daarover geschreven.
- het eerste boek dat hij beoordeelde: boek van Zhuangzi, geschreven door Zhuangzi
- het tweede boek dat hij beoordeelde: Li Sao, geschreven door Qu Yuan
- het derde boek dat hij beoordeelde: Shiji, geschreven door Sima Qian
- het vierde boek dat hij beoordeelde: Du Shi, geschreven door Du Fu
- het vijfde boek dat hij beoordeelde: Verhaal van de wateroever, geschreven door Shi Nai'an
- het zesde boek dat hij beoordeelde: Xixiangji, geschreven door Wang Shifu